# La Fuite à Constantinople
La Fuite à Constantinople — sous-titré « ou la Vie du comte de Bonneval  » — est un roman de Jacques Almira, publié le 23 mai 1986 au Mercure de France et ayant reçu le prix des Libraires l'année suivante.

## Éditions
- La Fuite à Constantinople, Mercure de France, 1986  (ISBN 2-71-521408-1).